# Lohne (waterloop)
De Lohne is een rechtse zijrivier van de Hunte in het zuiden van de Landkreis Diepholz in de Duitse deelstaat Nedersaksen en behoort tot het stroomgebied van de Wezer.
De Lohne ontstond niet op een natuurlijke manier maar werd in de 16e eeuw aangelegd in opdracht van het bestuur van Celle als afvoerkanaal voor de Diepholzer Bruch. Zo werd de Lohne de belangrijkste afvoer voor de Dümmer.

## Loop
De Lohne is 10,5 km lang en loopt van de noordoosthoek van de Dümmer in noordelijke richting onder de B51 door tot bij het stadscentrum van Diepholz. Daar splitst in oostelijke richting de Strothe af die naar de Grawiede loopt.
In het centrum van Diepholz, bij het kasteel, splitst zij in de Vorderlohne en de Hinterlohne. Even verder komen de twee takken terug samen op de plaats waar tot 1928 een watermolen stond. Het laatste stukje tot de monding in de Hunte wordt ook Flöthe genoemd.
- Library of Congress Control Number: n82274118
- Nationale Bibliotheek van Israël: 987007562279705171
- Virtual International Authority File: 134900524